# Fraunhofer-Einrichtung für Marine Biotechnologie und Zelltechnik
Die Fraunhofer-Einrichtung für Marine Biotechnologie und Zelltechnik EMB war eine Vorgängereinrichtung der Fraunhofer-Einrichtung für Individualisierte und Zellbasierte Medizintechnik mit Sitz in Lübeck und gehörte zur Fraunhofer-Gesellschaft. In der Hansestadt entwickelte sie Lösungen für  Problemstellungen der Medizin- und Biotechnologie.

## Geschichte
Das Institut ist Anfang 2008 unter dem Namen Fraunhofer Einrichtung für Marine Biotechnologie EMB gegründet worden und ist aus der 2004 initiierten Arbeitsgruppe „Zelldifferenzierung & Zelltechnologie“ an der Universität zu Lübeck entstanden, die dort vom Fraunhofer-Institut für Biomedizinische Technik etabliert wurde. Grundlage dieser Entscheidung waren Forschungsergebnisse im Bereich der adulten Stammzellforschung, die an der Universität zu Lübeck gewonnen wurden und als Grundlage für neue Therapien verwendet werden können. Die Gründung des EMB geht somit auf eine Initiative der Universität zu Lübeck und ihres Altrektors Alfred X. Trautwein, seines Nachfolgers Peter Dominiak sowie des Gründungsdirektors des Fraunhofer IBMT, Klaus Gersonde und seines Nachfolgers Günter R. Fuhr zurück. Im Jahr 2020 wurde die Einrichtung im Zuge einer Neuausrichtung in Fraunhofer-Einrichtung für Individualisierte und Zellbasierte Medizintechnik IMTE umbenannt.

## Forschung und Entwicklung
Die Einrichtung war ihrem Arbeitsprofil entsprechend Mitglied des Verbund Life Sciences der Fraunhofer-Gesellschaft und konzentrierte sich vornehmlich auf Technologie- und Technikentwicklung in den Bereichen Zelltechnologie, aquatische Biotechnologie und zellbasierte Medizintechnik. In Kooperation mit Industriebetrieben und Kliniken bearbeitete das EMB Projekte in den Bereichen; Therapieansätze für die regenerative Medizin, Entwicklung neuer Kultursysteme für Zellen höherer Organismen, Nutzung zellulärer Eigenschaft für medizinische, industrielle und landwirtschaftliche Anwendungen, Entwicklung neuartiger Testsysteme für pharmazeutische, kosmetische und ökologische Anwendungen sowie Biotechnologie, Laborgeräteentwicklung, Entwicklung bildgebender Verfahren, Aquakulturverfahren, Gewässerüberprüfung und der Biodiversitätserhaltung.
Die Kernkompetenzen der Einrichtung liegen in der Handhabung zellulärer In-vitro-Systeme sowie in molekularbiologischen, proteinbiochemischen, zellulären und meeresbiologischen Untersuchungsmethoden.
Das EMB hat mit dem IBMT und Unterstützung des Tierparks Hagenbeck und des Rostocker Zoos die Deutsche Zellbank für Wildtiere „Alfred Brehm“ kurz „CRYO-BREHM“ gegründet und präpariert von unterschiedlichen Tierarten stabile Zellkulturen, die sie in einer auch von späteren Generationen zu nutzenden Sammlung ablegt.

## Infrastruktur
Rund 65 Wissenschaftler, Ingenieure und Techniker sowie Forschungsstudenten und Praktikanten (Stand 2014) arbeiten fachübergreifend in Kooperation mit Industrie und Forschung.
Das Fraunhofer EMB sowie das Institut für Medizinische und Marine Biotechnologie an der Universität zu Lübeck wurden von Charli Kruse geleitet.
Das Institut befindet sich in einem Neubau im Lübecker Hochschulstadtteil neben dem Campus der Universität zu Lübeck und der Technischen Hochschule Lübeck.

## Kooperationen
Im medizinischen Bereich arbeitete das EMB mit der Universität zu Lübeck zusammen, mit der sie mehr als ein Dutzend Forschungsprojekte betrieb. Die Zusammenarbeit mit der Technischen Hochschule Lübeck fokussierte vor allem auf den anwendungsorientierten industriellen Bereich. Neben akademischen Kooperationen entwickelte das EMB zu den oben genannten Themen Technologien und Produkte im Industrieauftrag.
Das Fraunhofer EMB war Mitglied der Deutschen Gesellschaft für Regenerative Medizin, der Gesellschaft für Marine Aquakultur, Mitglied im German Stem Cell Network (GSCN) sowie Mitglied im Fraunhofer-Verbund Life Sciences (VLS). In diesem Verbund (VLS) waren die biologischen, biomedizinischen, pharmakologischen und toxikologischen Kompetenzen von sieben Fraunhofer-Instituten gebündelt.

## Jährliche wissenschaftliche Veranstaltungen
- Kongress Industrielle Zelltechnik
- Regenerative Medicine Symposium Lübeck